# Géospize des mangroves
Camarhynchus heliobates
Espèce
Statut de conservation UICN

 CR B1ab(i,ii,iv,v)+2ab(i,ii,iv,v); C2a(i); D : 
En danger critique
Le Géospize des mangroves (Camarhynchus heliobates) est l'une des espèces de passereaux plus connues sous le nom de pinsons de Darwin. Elle appartient à la famille des Thraupidae.
Cette espèce est éteinte, notamment par les larves hématophages de la mouche Philornis downsi, espèce introduite accidentellement aux Galapagos, qui sont responsables d'une grande mortalité parmi ses oisillons.
Référence interne
- Pinsons de Darwin